# Lijst van straten in Bunschoten-Spakenburg
Dit is een lijst van straten in Bunschoten-Spakenburg en hun oorsprong/betekenis. 

## A
- Aak - scheepstype aak
- Abel Tasmanstraat - ontdekkingsreiziger Abel Tasman
- Achetrestekamp - verwijst naar de ligging
- Albert Cuypstraat - schilder Albert Cuyp
- Almareplantsoen - Almare oude naam voor Flevomeer
- Almarestraat - zie hierboven
- Amersfoortseweg - naar het zuidelijker gelegen Amersfoort
- Ansjovisweg - vissoort ansjovis
- Anthon van der Horstlaan - Anthon van der Horst (Amsterdam, 20 juni 1899 - Hilversum, 7 maart 1965) was een vooraanstaand Nederlands organist, dirigent en componist. Hij werd vooral bekend door zijn werk voor de Nederlandse Bachvereniging en de uitvoering van de Matthäus-Passion in Naarden.
- Archimedesweg - uitvinder Archimedes

## B

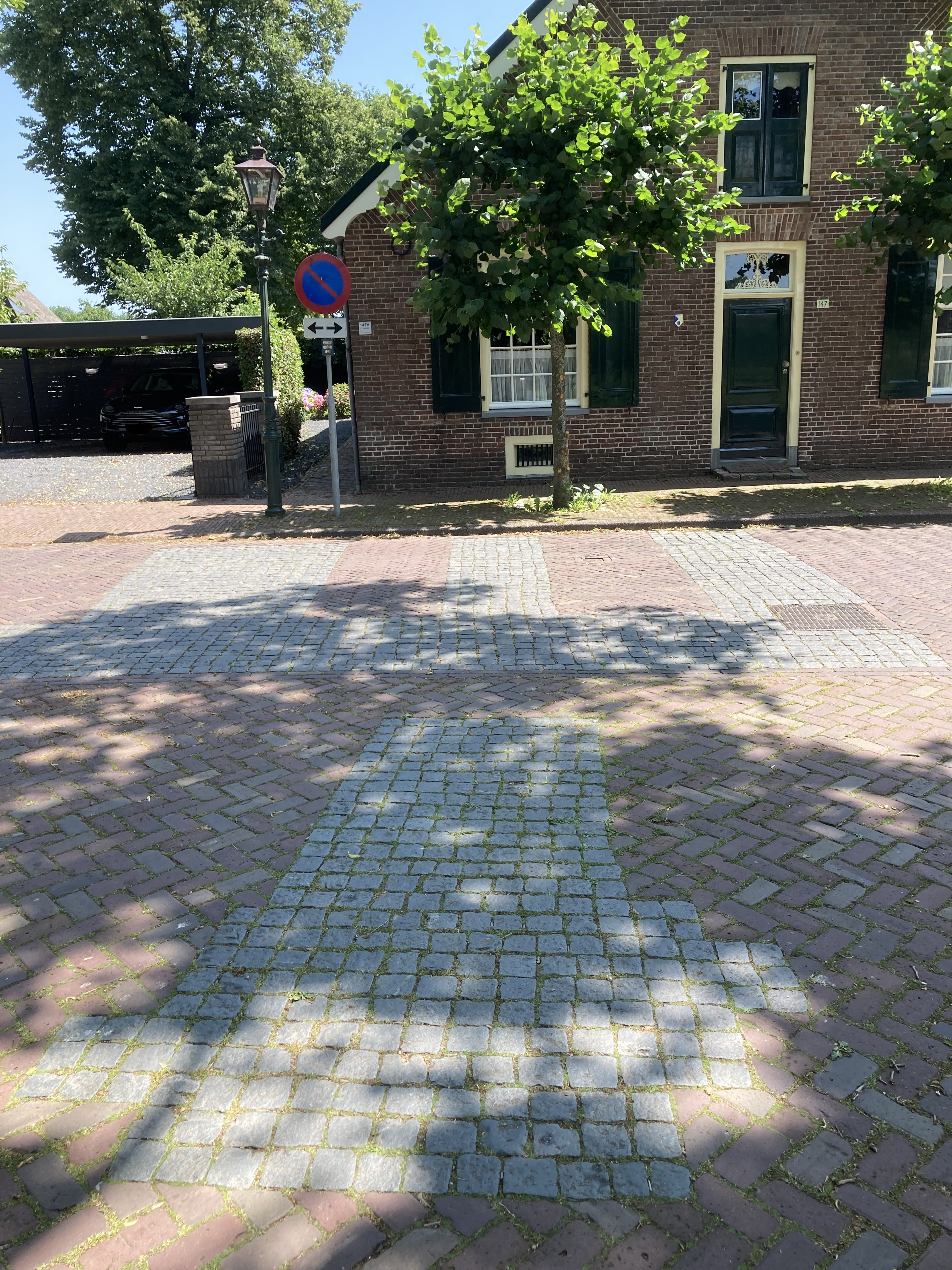
De fundamenten van de zuidelijke stadspoort zijn aangegeven in de bestrating ter hoogte van Dorpsstraat 147a

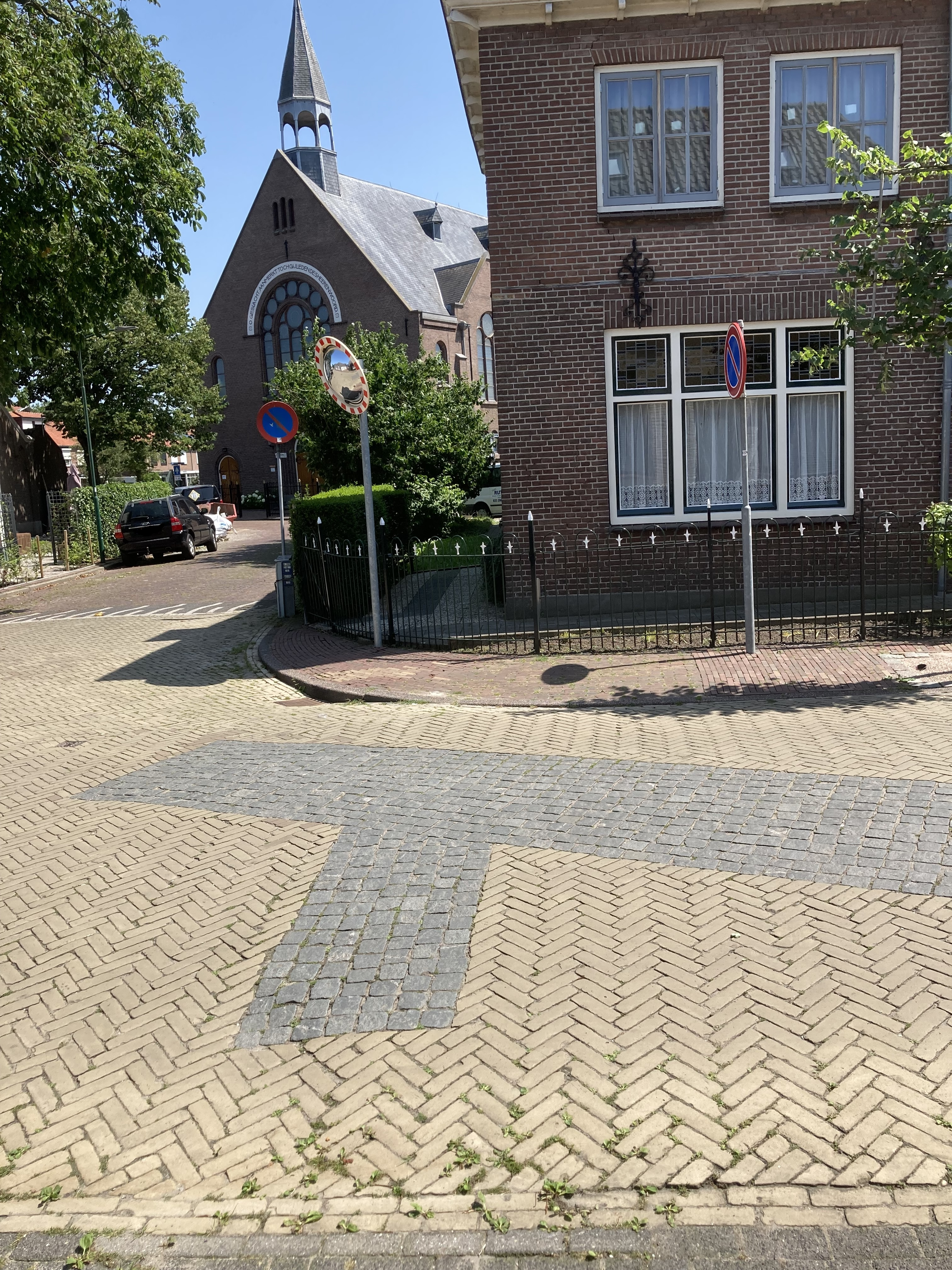
Aanduiding in de bestrating van de zuidelijke stadspoort ter hoogte van Dorpsstraat 1

- Bachlaan - componist Johann Sebastian Bach
- Bakboord - bakboord, scheepsterm
- Beethovenlaan - componist Ludwig van Beethoven
- Bergeend - vogelsoort bergeend
- Berkenstraat - boomsoort berk
- Bilderdijkstraat - Willem Bilderdijk (1756-1831), een Nederlands geschiedkundige, taalkundige, dichter en advocaat
- Bisschopsweg - langs de Eem richting Baarn; Utrechtse bisschop Floris van Wevelinckhoven tekende op 11 augustus 1383 de brief waarin de stadrechten van Bunschoten werden bevestigd.[1]
- Bizetstraat - Georges Bizet (1838-1875), een Franse componist en pianist
- Blauwe Reiger - vogelsoort blauwe reiger
- Bolder -Bolder (meerpaal), een meerpaal
- Bonte Poort - oost-west lopende weg in de polder ten oosten van Bunschoten
- Boompjes - zijweg van de Molenstraat en toegangsstraat tot de bomenwijk
- Bosland - wijk Rengerswetering
- Boterbloem - plantennaam boterbloem; in de woonwijk Spakenburg-Oost;
- Boterland - naar de veldnaam Boterkamp
- Botter - vissersboot botter
- Brahmslaan - Johannes Brahms (Hamburg, 7 mei 1833 - Wenen, 3 april 1897) was een Duitse componist, dirigent, organist en pianist.
- Bras - bras (schoot), een lijn op een dwarsgetuigd schip
- Brilduiker - watervogel brilduiker
- Brinksteeg - brink als centrale plek in het dorp
- Broekland - wijk Rengereswetering
- Broerswetering - zijweg van de Spuistraat
- Buizerd - roofvogelsoort buizerd
- Bunschoter Veenkamp
- Burgwal - zijweg van de Dorpsstraat. Bij het verkrijgen van stadrechten maakten de Bunschoters gebruik van het recht van omwalling rond het dorp. Binnen de burgwallen lag het dorpslint met bebouwing. De opgeworpen ‘borchwalle’ werd gemaakt met materiaal uit de gegraven ‘stat grafte’ aan weerszijden van de wal. Mogelijk stond op de aarden wal een houten palissade. De burgwal sloot aan beide einden van de Dorpsstraat aan op een bakstenen poort. De later aangetroffen fundamenten van deze poorten zijn aan de noord- als zuidzijde van de Dorpsstraat aangegeven in de bestrating.

## C
- Celsiusweg - Zweedse astronoom Anders Celsius (1701-1744)
- Colijnstraat - Hendrikus Colijn (1869-1944), militair, topfunctionaris en politicus (ARP, minister-president)
- Copernicusweg - wetenschapper Nicolaas Copernicus
- Cor Keestraat - Cor Kee (Zaandam, 24 november 1900 - Zaandam, 3 januari 1997) was een Nederlandse organist en componist.
- Cornelis Houtmanstraat -  2 april 1565 - Atjeh, 1 september 1599) was een Nederlandse koopman en ontdekkingsreiziger die als opperkoopman met de eerste Nederlandse expeditie naar Oost-Indië voer.

## D
- Da Costastraat - Isaäc da Costa

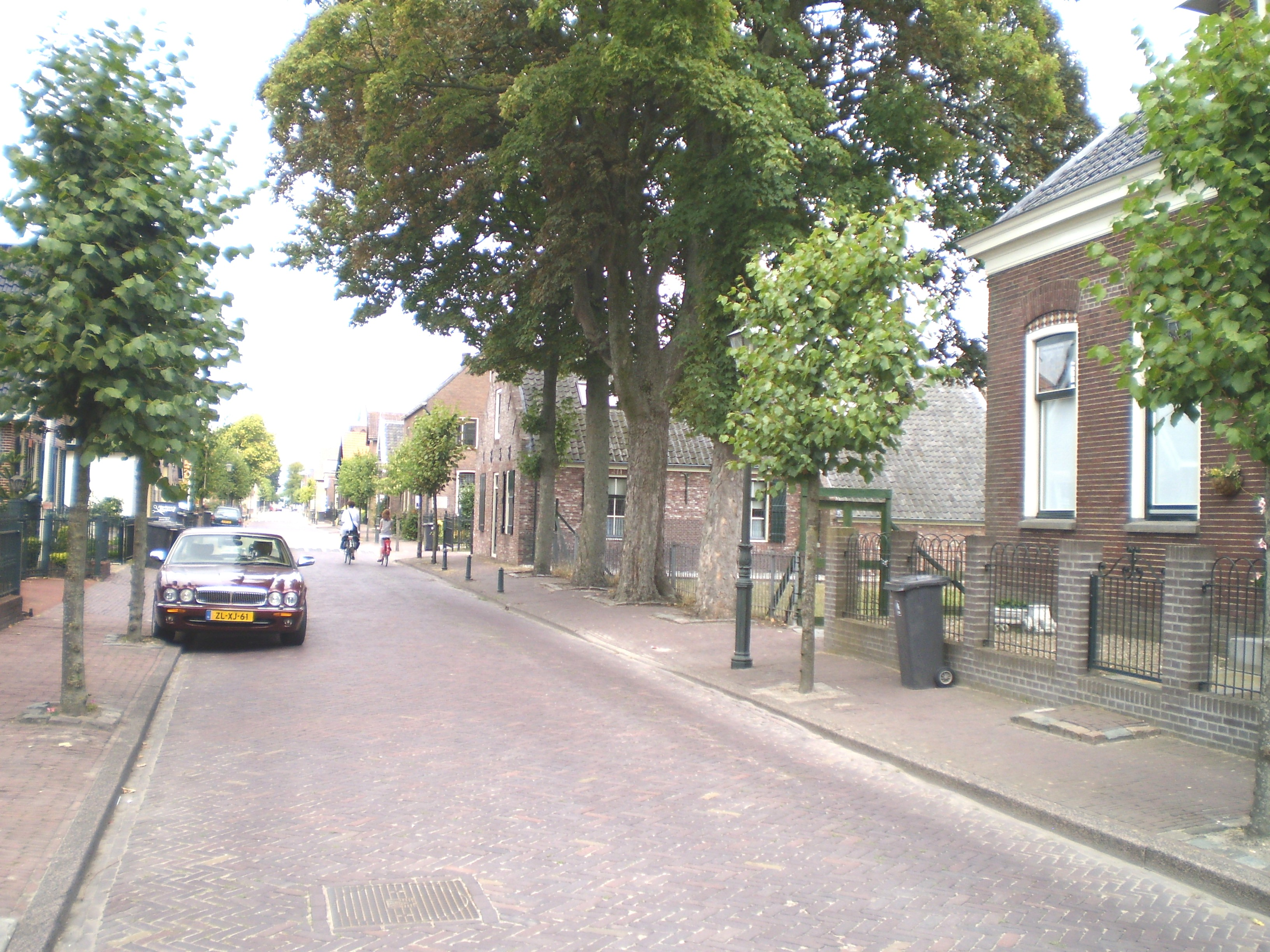
Dorpsstraat

- De Graafjes - zijstraat van de Groen van Prinsterersingel
- De Hooistreep -
- De Kleine Pol - zijstraat van de Oostelijke randweg, meer westelijk overgaand in Stadsgracht
- De Kooihoek - op industrieterrein
- De Kronkels - zijweg van de N414 over het Industrieterrein
- De Ruyterstraat - Michiel de Ruyter (1607-1676), een Nederlands admiraal
- De Savornin Lohmanstraat - Alexander de Savornin Lohman (1837–1924), Nederlands christelijk-historisch voorman en Minister van Binnenlandse Zaken
- De Vrachter - tussen Heemraadstraat en Almarestraat; veldnaam
- Doornhof - in de woonwijk Rengerswetering [2]
- Dopperstraat - Cornelis Dopper, Nederlands dirigent en componist
- Dorpsstraat - noord-zuid lopende straat tussen Veenestraat en Molenstraat
- Dwarskamp -  verwijst naar de ligging
- Dwarskuulstraat - zijweg van de Broerswetering

## E
- Eemlandia - Zuivelfabriek Eemlandia in Bunschoten
- Eemmeerlaan - water bij Spakenburg Eemmeer
- Einsteinweg - Albert Einstein (1879-1955), Duits-Zwitsers-Amerikaans natuurkundige
- Energieweg -
- Engelandvaarders - Engelandvaarder werd de erenaam voor alle mannen en vrouwen die tijdens de Tweede Wereldoorlog (1939-1945), na de capitulatie van de Nederlandse strijdkrachten op 15 mei 1940 en vóór de geallieerde invasie in Normandië op 6 juni 1944 (D-Day), uit bezet gebied wisten te ontsnappen met de bedoeling zich in Engeland of ander geallieerd gebied bij de geallieerde strijdkrachten aan te sluiten om actief aan de strijd tegen de vijand (Duitsland, Italië, Japan) deel te nemen.
- Enkhuizer Zand - hofje aan de Zuiderzeelaan; genoemd naar recreatiegebied Enkhuizerzand nabij Enkhuizen
- Esdoornstraat - esdoorn, boomsoort

## F
- Feike Asmastraat - Feike Asma, Nederlandse organist, dirigent en musicus.
- Flevolaan - Mare Flevo was de Romeinse naam voor de latere Zuiderzee
- Floris van Dijckstraat - Floris van Dyck was een Nederlands schilder van stillevens behorend tot de Hollandse School.
- Fok - voorzeil
- Fokjesweg -
- Frans Jacobsweg - Frans Jacobs, Engelandvaarder
- Frits de Zwerver - Frits de Zwerver (Ruinerwold, 5 maart 1898 - Vaassen, 13 december 1978) was een Nederlandse, gereformeerde predikant en verzetsstrijder en organisator van de hulp aan onderduikers tijdens de Tweede Wereldoorlog.[3]

## G
- Garnalenweg - garnaal
- Gasthuisweg - vanaf de middeleeuwen een instelling waar zieken en ouderen verpleegd en verzorgd konden worden.
- Geldersman - hofje aan de Zuiderzeelaan
- Gerbrandysingel - Pieter Sjoerds Gerbrandy, minister-president van Nederland gedurende de Tweede Wereldoorlog.
- Goudoever - zijstraat van de Groen van Prinsterersingel; veldnaam
- Goudvink - vogelsoort goudvink
- Grebbelinie - verdedigingslinie langs de rivier de Eem
- Groen van Prinsterersingel - Groen van Prinsterer, 19e-eeuws Nederlands politicus.
- Groeneweg - noord-zuid lopende weg van de Nijkerkerweg naar het Nijkerkernauw
- Groenling - vogelsoort groenling
- Grootzeil - grootzeil, deel van een schip
- Grutto - weidevogel grutto

## H
- Haarbrug - in de wijk Rengerswetering
- Handelsweg -
- Handelsingel - Georg Friedrich Händel, barokcomponist.
- Harderwijker Bank - zijstraat van de Zuiderzeelaan
- Haringweg - vissoort haring
- Hartmanskamp - genoemd naar landeigenaar Hartkamp
- Havendijk - aan de oostzijde van de haven van Spakenburg
- Havenstraat - op de westelijke oever van de haven in Spakenburg
- Haydnplantsoen - Oostenrijks componist Joseph Haydn
- Heemraadstraat - een heemraad (ook: hoogheemraad) is in Nederland een lid van het dagelijks bestuur van een waterschap.
- Heemstedesingel - zijstraat van de Gerbrandysingel; genoemd naar een veldnaam
- Helmstok - deel van het roer
- Het Griete-Meutjepad - voetpad aan de oostzijde van de wijk Rengerswetering
- Hoekstraat - van de Oude Haven naar de Weikamp
- Hoge Hof - in de woonwijk Rengerswetering
- Hoornse Hop - zijstraat van de Zuiderzeelaan
- Huijgenlaan - het land was vroeger bezit van Ares Huijgen (geboren +/-1870 tot overleden +/-1950)
- Huurdemanskamp - naar landeigenaar Huurdeman

## I
- Idenburgstraat- Willem Idenburg, Nederlands verzetsstrijder tijdens de Tweede Wereldoorlog

## J
- Jan Pietersz Coenstraat - Jan Pieterszoon Coen was een Nederlands koopman, boekhouder-generaal (1613), directeur-generaal (1614) en vanaf 1617 de vierde gouverneur-generaal over alle bezittingen van de Vereenigde Oostindische Compagnie (VOC) buiten de Republiek der Zeven Verenigde Nederlanden.
- Jan Schoutenplantsoen - Johannes (Jan) Schouten, Nederlands politicus en verzetsman (1883-1963)
- Jan Steenstraat - schilder Jan Steen
- Jan van Riebeeckstraat - Jan van Riebeeck
- Jan Zwartplantsoen - Nederlandse organist Jan Zwart (1877-1937)
- Johannes Vermeerstraat - schilder Johannes Vermeer
- Johannes Post - verzetsman Johannes Post

## K
- Karekiet - vogelsoort karekiet
- Kemphaan - vogelsoort kemphaan
- Kerkemaat - langs de haven
- Kerkstraat - aan de oostzijde langs de Spakenburgergracht
- Kiekendief - vogelsoort kiekendief
- Kievit - vogelsoort kievit
- Kluut - vogelsoort kluut
- Kluver - van de Bolder naar de Schouw
- Koenraadstraat - zijweg van de Zuiderzeelaan
- Koerierster - verbinding van de Engelandvaarders met de Veenestraat
- Kolkkamp - tussen Oosterstraat en Kostverloren
- Kolkweg - zuidelijk en evenwijdig aan de Kolkkamp lopende straat die de Oosterstraat met de Kostverloren verbindt
- Koningin Emmastraat - koningin Emma
- Koningin Wilhelminastraat - Wilhelmina der Nederlanden (1880-1962), koningin der Nederlanden (1898-1948)
- Koolmees - vogelsoort koolmees
- Koperwiek - vogelsoort koperwiek
- Kostverloren - van de Oosterstraat naar Kostverloren
- Kramsvogel - vogelsoort kramsvogel
- Kubboot - kubboot, klein (tot vier meter) scheepje voor de aalvisserij met kubben, van wilgentenen gevlochten manden voor de aalvangst ;verbindt de Tjalk met de Schouw
- Kuijperstraat - verbinding van de Groen van Prinsterersingel met de Spuistraat
- Kwikstaart - vogelsoort kwikstaart

## L
- Lage Hof - in de woonwijk Rengerswetering
- Laakhof - water Laak
- Leeuwerik - vogelsoort leeuwerik
- Lindenstraat - boomsoort linde
- Lodijk - van de Amersfoortseweg (langs de N199)naar de rivier de Eem

## M
- Maatjessteeg - verbinding Oostsingel met de Hoekstraat
- Mandemakerssteeg - ambacht mandenvlechter
- Medemblikker Span - hofje aan de Zuiderzeelaan
- De Meent - in de woonwijk Spakenburg-Oost;
- Meerkoet - vogelsoort meerkoet
- Merel - vogelsoort merel
- Metaalweg - in het verlengde van de Haarbrug, parallel aan het water de Rengers
- Middelzate - verbinding Westerzate en Oosterzate
- Molenstraat - aan de oostzijde van de Spakenburgergracht
- Morgenkamp - naar de oppervlaktemaat 'morgen' grootte, een stuk grond dat in eeen morgen met de zeis kon worden gemaaid. Een morgen was ongeveer 9.000 m² afhankelijk van de streek in de Nederland.
- Mozartstraat - Wolfgang Amadeus Mozart, componist

## N
- Neerduist -
- Nicolaas Beetsstraat - schrijver Nicolaas Beets
- Nieuwe Schans - schans (verdedigingswerk)
- Nijkerkerweg - richting het oostelijk gelegen Nijkerk
- Nijverheidsweg - zijstraat van de Haarbrug
- Noorderzate - tussen Westerzate en Oosterzate

## O
- Oeverloper - vogelsoort oeverloper
- Ongerweges - zijstraat van de Molenstraat
- Oostdijk - dijk aan de oostzijde van Spakenburg, langs het Nijkerkernauw richting Nijkerk
- Oosterpolderpad - in de wijk Rengerswetering
- Oosterstraat - in het verlengde van de Nicolaas Beetsstraat
- Oosterzate - zijweg van de Goudoever
- Oostmaat - evenwijdig aan de Weikamp bij de haven
- Oostpoort - in de woonwijk Spakenburg-Oost;
- Oostsingel - noord-zuid lopende zijweg van de Zuidwenk
- Op de Ree - zijweg van de Gerbrandysingel
- Oude Bocht - zijweg van de Westdijk
- Oude Gest - zijstraat van de Heemraadstraat; genoemd naar een veldnaam
- Oude Haven - westelijke kade van de haven
- Oude Schans - van het Spuiplein naar de Westdijk

## P
- Paardenkamp - wijk Rengerswetering
- Paulus Potterstraat - schilder Paulus Potter
- Peter Dorleijnplein - tussen Oude Bocht en Watersteeg; Peter Dorleijn, historicus, tekenaar/kunstenaar en zeiler
- Piet Heinstraat - zeeheld Piet Hein
- Piet van Egmondstraat - zijweg Anthon van der Horstlaan; Piet van Egmond was organist en dirigent.
- Pijlstaart - pijlstaart
- Pinksterbloem - weideplant pinksterbloem; in de woonwijk Spakenburg-Oost;
- Plecht - deel van een schip
- Plevier - vogelsoort plevier
- Polstraat - zijweg van de Talmastraat
- Populierenstraat - boomsoort populier
- Poststraat - zijweg van de Schoolstraat
- Prins Willem Alexanderstraat - Willem Alexander der Nederlanden, Koning der Nederlanden, Prins van Oranje-Nassau, Jonkheer van Amsberg (Utrecht, 27 april 1967) is sinds 30 april 2013 koning der Nederlanden. Hij is het oudste kind van prinses Beatrix en prins Claus.
- Prins Willem van Oranjestraat - Willem van Oranje, prins van Oranje, graaf van Nassau-Dillenburg, beter bekend als Willem van Oranje of onder zijn bijnaam Willem de Zwijger, en in Nederland vaak Vader des vaderlands genoemd, was aanvankelijk stadhouder (plaatsvervanger) voor de regerend heer der Nederlanden. Hij begon zijn loopbaan in dienst van de Rooms-Duitse keizer Karel V. Meningsverschillen met Karels opvolger Filips leidden uiteindelijk tot de Tachtigjarige Oorlog.
- Prins Bernhardstraat - Bernhard van Lippe-Biesterfeld (1911–2004), lid van het Nederlandse Koninklijk Huis
- Prins Hendrikstraat - Hendrik van Mecklenburg-Schwerin (1876-1934), gemaal van koningin Wilhelmina
- Prins Mauritsstraat - Maurits van Oranje (Dillenburg, 14 november 1567 – Den Haag, 23 april 1625), prins van Oranje en graaf van Nassau was stadhouder en legeraanvoerder van de Republiek der Zeven Verenigde Nederlanden. Tot hij in 1618 de titel prins van Oranje erfde van zijn halfbroer Filips Willem, werd hij Maurits van Nassau genoemd.
- Prinses Beatrixstraat - Beatrix der Nederlanden, (1938), koningin van het Koninkrijk der Nederlanden van 1980-2013
- Prinses Irenestraat - Irene van Lippe-Biesterfeld, Prinses der Nederlanden, Prinses van Oranje-Nassau, Prinses van Lippe-Biesterfeld (Paleis Soestdijk, 5 augustus 1939) is de tweede dochter van koningin Juliana der Nederlanden en prins Bernhard.
- Prinses Julianastraat - Juliana der Nederlanden (Den Haag, 30 april 1909 – Baarn, 20 maart 2004) was koningin der Nederlanden van 4 september 1948 tot en met 30 april 1980.
- Prinses Margrietstraat - Margriet der Nederlanden Prinses van Oranje-Nassau, Prinses van Lippe-Biesterfeld (Ottawa, 19 januari 1943) is de derde dochter van koningin Juliana en prins Bernhard van Lippe-Biesterfeld
- Prinses Marijkestraat - Christina der Nederlanden is de jongste dochter van koningin Juliana en prins Bernhard.
- Produktieweg - wijk Rengerswetering
- Putter - vogelsoort putter

## R
- Redoute - verdedigingswerk redoute
- Regerstraat - Max Reger,Duits componist, pianist, organist, dirigent en muziekpedagoog; zijstraat van de Bachlaan
- Rembrandt van Rijnstraat - schilder Rembrandt van Rijn
- Rengersweg - vanaf de Kleine Pol in noordelijke richting, evenwijdig aan de Oostelijke Randweg
- Rietgans - vogelsoort rietgans
- Riezekater - de buitenste rand van de oostelijke stadsweiden [4]
- Rikkert Jacobsstraat - zijweg van de Schipperskamp
- Roodborstje - vogelsoort roodborst
- 't Ruum - ruim, deel van een schip

## S
- Schansplein - verdedigingswerk, de redoutes aan de Oostdijk
- Schipperskamp - genoemd naar een veldnaam;
- Scholekster - waadvogel scholekster
- Schoolstraat - zijstraat van de Dorpsstraat naar de Nicolaas Beetsstraat
- Schouw - scheepstype schouw
- Schubertstraat - componist Franz Schubert
- Sint Nicolaasweg - van de Veenstraat naar de rotonde in de Westersingel
- Sluisweg - zijweg van de Oostsingel naar het centrum
- Smeerweg - van de rotonde in de Oostelijke Randweg naar de Groeneweg
- Smitkamp - landgeigenaar Smit
- Snoekbaarsweg - vissoort snoekbaars
- Sperwer - vogelsoort sperwer
- Spieringweg - vissoort spiering
- Spuistraat - vanuit het centrum langs de Spakenburgergracht
- Stadsgracht - zijstraat van de Blauwe reiger, overgaand in de Stadsspui
- Stadsspui - zijstraat van de Dorpsstraat
- Het Steenland - op Industrieterrein
- Straussweg - componistenfamilie Strauss
- Sweelinckstraat - componist Jan Pieterszoon Sweelinck en familie

## T
- Taanderssteeg - Tanen is het conserveren van katoenen visnet, zeil of touw met cachou om verrotting door schimmels en bacteriën tegen te gaan.
- Talmastraat - Syb Talma was een Nederlands dominee en politicus[5].
- 't Bosch - genoemd naar een van de laatste weilanden waar nog bomen stonden
- Tjalk - scheepstype tjalk
- Torenvalk - vogelsoort torenvalk
- Trompstraat - zeeheld Maarten Harpertszoon Tromp
- Tuinfluiter - vogelsoort tuinfluiter
- Tureluur - vogelsoort tureluur
- Turfwal - zijstraat van de Oude Haven

## V
- Van Anrooyplein - Peter van Anrooy was een Nederlands componist en dirigent.
- Van Hogendorplaan - Van Hogendorp (geslacht), een adellijke familie
- Van Limburg Stirumlaan - Huis Limburg Stirum is een van oorsprong Duits geslacht dat behoort tot de Nederlandse, Belgische en historische Duitse adel.
- Van Westrhenen - zijweg van de Heemstedesingel; genoemd naar een veldnaam
- Van der Duyn van Maasdamlaan - Van der Duyn is de naam van een Nederlands oud-adellijk geslacht waarvan leden vanaf 1814 gingen behoren tot de Nederlandse adel en dat in 1969 is uitgestorven.
- Veenestraat -
- Veenhof - in de woonwijk Rengerswetering
- Velduil - nachtvogel - velduil
- Verdistraat - componist Giuseppe Verdi
- Verlengde Oostsingel - zijweg De Kleine Pol
- Visrokersplein - beroep uit de visserij
- Visserssteeg - beroep van vele Spakenburgers
- Vivaldiweg - Antonio Vivaldi (1678-1741), Italiaans violist, priester en componist
- Voltaweg - Alessandro Volta, een Italiaans natuurkundige
- Von Weberlaan - Carl Maria von Weber, Duitse componist.
- Vondelstraat - schrijver Joost van den Vondel
- Voor Anker - zijstraat Groen van Prinsterersingel
- Voorste Kamp - genoemd naar de ligging
- Voorsteven - voorste deel van een schip
- Vuronger - zijweg van Het Ruum
- Vijverhof - in de woonwijk Rengerswetering

## W
- Waterhoen - watervogel waterhoen
- Watersnip - watervogel - watersnip
- Wetering Schans - in de woonwijk Spakenburg-Oost
- Weidelaan - in de woonwijk Spakenburg-Oost;
- Weikamp - zijweg van de Weikamp
- Westdijk - de dijk langs het Eemmeer richting Eemdijk
- Westerzate - verbindt de Frans Jacobsweg met de Goudoever
- Wieringer Vlaak - ondiepte in de voormalige Zuiderzee bij het eiland Wieringen
- Wilde Zwaan - watervogel wilde zwaan
- Wilgenstraat - boomsoort wilg
- Willem Barentszstraat - zeevaarder Willem Barentsz
- Willem Dreesstraat - politicus Willem Drees
- Winterkoninkje - vogel winterkoninkje
- Witte de Withstraat - zeevaarder Witte de With
- Wulp - vogelsoort wulp

## IJ
- IJsbaan - zijweg van de Ongerweges

## Z
- Zandkamp - in de wijk rengerswetering
- Zeilmakersstraat - beroep uit de zeilvaart en visserij
- De Ziel - in de woonwijk Spakenburg-Oost;